# Horace Ashenfelter
Horace „Nip” Ashenfelter, III (ur. 23 stycznia 1923 w Phoenixville, w Pensylwanii, zm. 6 stycznia 2018 w West Orange, w New Jersey) – amerykański lekkoatleta, długodystansowiec, złoty medalista olimpijski z Helsinek.
Startował w latach 1947–1956. Na igrzyskach olimpijskich w 1952 w Helsinkach najpierw poprawił w przedbiegu na 3000 metrów z przeszkodami rekord USA, a w finale niespodziewanie zwyciężył przed faworytem Władimirem Kazancewem ze Związku Radzieckiego, ustanawiając nieoficjalny rekord świata wynikiem 8:45,4. Startował w tej konkurencji również na igrzyskach olimpijskich w 1956 w Melbourne, ale nie wszedł do finału.
Srebrny medalista igrzysk panamerykańskich w 1955 w biegu na 5000 metrów (pokonał go Osvaldo Suárez z Argentyny).
Był mistrzem Stanów Zjednoczonych (AAU) na 10 000 metrów w 1950, na 3 mile w 1954 i 1955, na 3000 metrów z przeszkodami w 1951, 1963 i 1956 oraz w biegu przełajowym w 1955 i 1956. Pięciokrotny halowy mistrz kraju w biegu na 3 mile (1952–1956). W 1949 triumfował w mistrzostwach NCAA w biegu na 2 mile.
W 1952 otrzymał James E. Sullivan Award dla najlepszego amatorskiego sportowca USA.
Po ukończeniu Uniwersytetu Pensylwanii w 1951 pracował do 1956 w FBI, a potem w przedsiębiorstwach metalurgicznych.
Jego brat – Bill także był lekkoatletą, olimpijczykiem z Helsinek.